# Parque nacional Nahuelbuta
El parque nacional Nahuelbuta (mapudungun: nawelfütra, "Gran Puma") es un parque nacional chileno ubicado en la zona más elevada de la cordillera de Nahuelbuta, en la Provincia de Malleco, Araucanía, aunque una porción menor pertenece a la Provincia de Arauco, Bío-Bío. Tiene una extensión de 6832 ha, y se caracteriza por presentar grandes bosques de araucarias, con ejemplares de edades estimadas cercanas a los 2000 años.

## Vías de acceso
Es posible acceder al parque por 3 vías. Desde la ciudad de Angol por un camino de 36 km, cuyos 22 km iniciales son de ripio, y el resto de tierra, en un tramo que toma cerca de una hora, transitable para todo vehículo preferentemente en primavera y verano, y en otoño e invierno para vehículos 4x4, con uso de cadenas.
Desde la ciudad de Cañete (Provincia de Arauco, Región del Bío-Bío), tomando un camino recientemente pavimentado de 12 km por el valle del Cayucupil, y luego un camino de 30 km de ripio, en una hora. En el clímax del Invierno los últimos 8 km antes de llegar al Parque requieren doble tracción y uso de cadenas.
Desde Antihuala, comuna de Los Álamos (en la Ruta 160) (Provincia de Arauco, Región del Bío-Bío), tomando un camino de tierra de 60 km, atravesando predios forestales del fundo "El Chacay", y que tarda cerca de 2 horas y media.

## Clima
El clima del parque es templado cálido, con estaciones marcadas y una temperatura media anual de 13 °C. La estación lluviosa de aproximadamente seis meses, presenta precipitaciones anuales que oscilan entre los 1000 y 1500 mm, y frecuentes nevadas entre junio y septiembre.

## Flora y fauna
En el parque la especie predominante es la araucaria, que a mayor altura crece casi en solitario, junto a líquenes que cuelgan de sus ramas y tronco. Sin embargo, es posible apreciar además, una serie de otras especies de flora nativas tales como lengas, robles, coihues, ñirres, plantas insectívoras y orquídeas.
El parque se caracteriza también, por la presencia de numerosas especies de fauna nativa, entre los que destacan el zorro de Darwin (o chilote), que sólo habita en la cordillera de Nahuelbuta y Chiloé, y aves como el churrín, el chucao y el carpintero negro.

## Sitios de interés
Entre las atracciones del parque, destaca la Piedra El Águila, peñón rocoso con mirador que se ubica en la línea divisoria de aguas de la cordillera de Nahuelbuta, a 1379 m s. n. m. Al cual se accede a pie desde Pehuenco por dos senderos (uno de ida y otro de retorno), de 4,5 km atravesando bosques de ñirre, coihue, araucaria y lenga, y es apto para todo público sin impedimento físico. Desde este lugar es posible observar el océano Pacífico, el valle central y los volcanes de los Andes.
Otras atracciones del parque la constituyen el cerro Anay, al cual se accede por un sendero de 5 km de largo entre abundante vegetación nativa; toma aproximadamente 3 horas de ida y vuelta, y es apto para todo público.
Entre las actividades que es posible realizar en el parque destacan el trekking, el camping, la escalada, el montañismo, el ciclismo de montaña, la observación de vida silvestre y la fotografía, entre otros.

## Visitantes
Este parque recibe una gran cantidad de visitantes cada año, principalmente chilenos y extranjeros en menor cantidad.
| Año         | 2012   | 2013   | 2014   | 2015   | 2016   | 2017   | 2018   | 2019   | 2020   | 2021   | 2022   | 2023   | 2024   |
| ----------- | ------ | ------ | ------ | ------ | ------ | ------ | ------ | ------ | ------ | ------ | ------ | ------ | ------ |
| Chilenos    | 11 613 | 14 336 | 13 457 | 19 656 | 24 381 | 20 817 | 24 612 | 37 201 | 20 947 | 32 653 | 20 326 | 16 533 | 18 613 |
| Extranjeros | 219    | 333    | 188    | 239    | 262    | 269    | 281    | 312    | 0      | 0      | 0      | 0      | 0      |
| Total       | 11 832 | 14 669 | 13 645 | 19 895 | 24 643 | 21 086 | 24 893 | 37 513 | 20 947 | 32 653 | 20 326 | 16 533 | 18 613 |

## Administración
La Oficina de Administración del parque está ubicada en Pehuenco, a 40 km de Angol y 47 de Cañete, y funciona únicamente en la temporada primavera-verano, pues interrumpe sus actividades durante el período de otoño-invierno debido a las condiciones climáticas. 
Paralelamente existen 3 Oficinas de guardaparques: Los Portones, emplazada en el límite oriental del parque, a 5 km de la Administración y a 35 de Angol, y que funciona durante todo el año; Cotico, ubicada a 12 km de la Administración, en funciones solo en período estival; y Pichinahuel dentro de la comuna de Cañete, localizada a 7 km de la Administración, 47 km de Cañete y a 47 km de Angol.